# Neal Avron
Neal Avron (* 31. prosince 1965) je americký hudební producent, zvukový inženýr a hudebník, který se věnuje převážně rockové hudbě. Během své kariéry produkoval a mixoval řadu úspěšných alb skupin jako Switchfoot, Linkin Park, New Found Glory, Fall Out Boy, Yellowcard, Weezer, You Me at Six a Anberlin.
V roce 2010 se dostal na titulní stránky novin, když tři po sobě jdoucí týdny mixoval anebo produkoval všechna alba, která debutovala na prvním místě žebříčku Billboard 200: Asylum, Kaleidoscope Heart a A Thousand Suns. Později získal za svou producentskou práci uznání v podobě nominace na cenu Grammy.

## Diskografie
- 1997 – So Much for the Afterglow od Everclear
- 2000 – Songs from an American Movie Vol. One: Learning How to Smile od Everclear
- 2000 – New Found Glory od New Found Glory
- 2001 – Transmatic od Transmatic
- 2002 – Back to the Innocence od Seven and the Sun
- 2002 – Sticks and Stones od New Found Glory
- 2002 – Headspace od Pulse Ultra
- 2002 – Tomorrow od SR-71
- 2003 – Ocean Avenue od Yellowcard
- 2003 – Die Trying od Die Trying
- 2004 – Catalyst od New Found Glory
- 2004 – Nothing new since Rock 'n' Roll od The Fight
- 2005 – From Under the Cork Tree od Fall Out Boy
- 2005 – Make Believe od Weezer
- 2006 – Lights and Sounds od Yellowcard
- 2007 – Minutes to Midnight od Linkin Park
- 2007 – Empty Walls od Serj Tankian
- 2007 – Infinity on High od Fall Out Boy
- 2007 – Luna Halo od Luna Halo
- 2007 – Paper Walls od Yellowcard
- 2008 – Folie à Deux od Fall Out Boy
- 2008 – New Surrender od Anberlin
- 2008 – Indestructible od Disturbed
- 2009 – Artwork od The Used
- 2009 – Say Anything od Say Anything
- 2010 – Asylum od Disturbed
- 2010 – A Thousand Suns od Linkin Park
- 2010 – Kaleidoscope Heart od Sara Bareilles
- 2010 – Screamworks: Love in Theory and Practice od HIM
- 2011 – When You're Through Thinking, Say Yes od Yellowcard
- 2011 – Vice Verses od Switchfoot
- 2011 – Radiosurgery od New Found Glory
- 2012 – Southern Air od Yellowcard
- 2012 – Don't Panic od All Time Low
- 2013 – J.A.C.K. od Forever The Sickest Kids
- 2013 – Exhale EP od Stardog Champion
- 2014 – Cavalier Youth od You Me at Six
- 2014 – Fading West od Switchfoot
- 2014 – Lift a Sail od Yellowcard
- 2014 – Talking Is Hard od Walk the Moon
- 2014 – MALL (Music from the Motion Picture) od Mike Shinoda, Joseph Hahn, Dave Farrell, Chester Bennington, Alec Puro.
- 2015 – Blurryface od Twenty One Pilots
- 2015 – What's Inside: Songs From Waitress od Sara Bareilles
- 2016 – Taking One for the Team od Simple Plan
- 2016 – Waitress od Original Broadway Cast Recording
- 2016 – Unleashed od Skillet
- 2016 – Yellowcard od Yellowcard
- 2016 – Blurryface Live od Twenty One Pilots
- 2017 – Eternity, in Your Arms od Creeper
- 2018 – America od Thirty Seconds to Mars
- 2021 – Our Bande Apart od Third Eye Blind
- 2023 – So Much (for) Stardust od Fall Out Boy
- 2023 – Childhood Eyes od Yellowcard
- 2024 – From Zero od Linkin Park